# Eaglesfield
Eaglesfield é um pequeno povoado localizado no oeste do condado de Cúmbria, Inglaterra. Esta localizada a quatro quilômetros a sudoeste da cidade de Cockermouth, fica no distrito de Allerdale, na região norte da Inglaterra.
No início da Idade Média estava dentro do reino britânico de Rheged, e o primeiro elemento do nome é derivado do britônico para "igreja" 'eccles' (cognato com o galês "igreja" 'Eglwys'. Seu significado seria 'terra aberta perto de uma igreja britânica' - algo que os colonos anglianos teriam visto como se eles "chegassem e se estabelecessem cerca de dois quilômetros de distância abaixo de Brigham").
Eaglasfield é a cidade natal do cientista químico e físico John Dalton (1766-1844) famoso por sua teoria sobre o átomo e o daltonismo. E a provável cidade natal de Robert Englesfield (c. 1295-1349) fundador do Colégio da Rainha, Oxford.